# Richard Menken

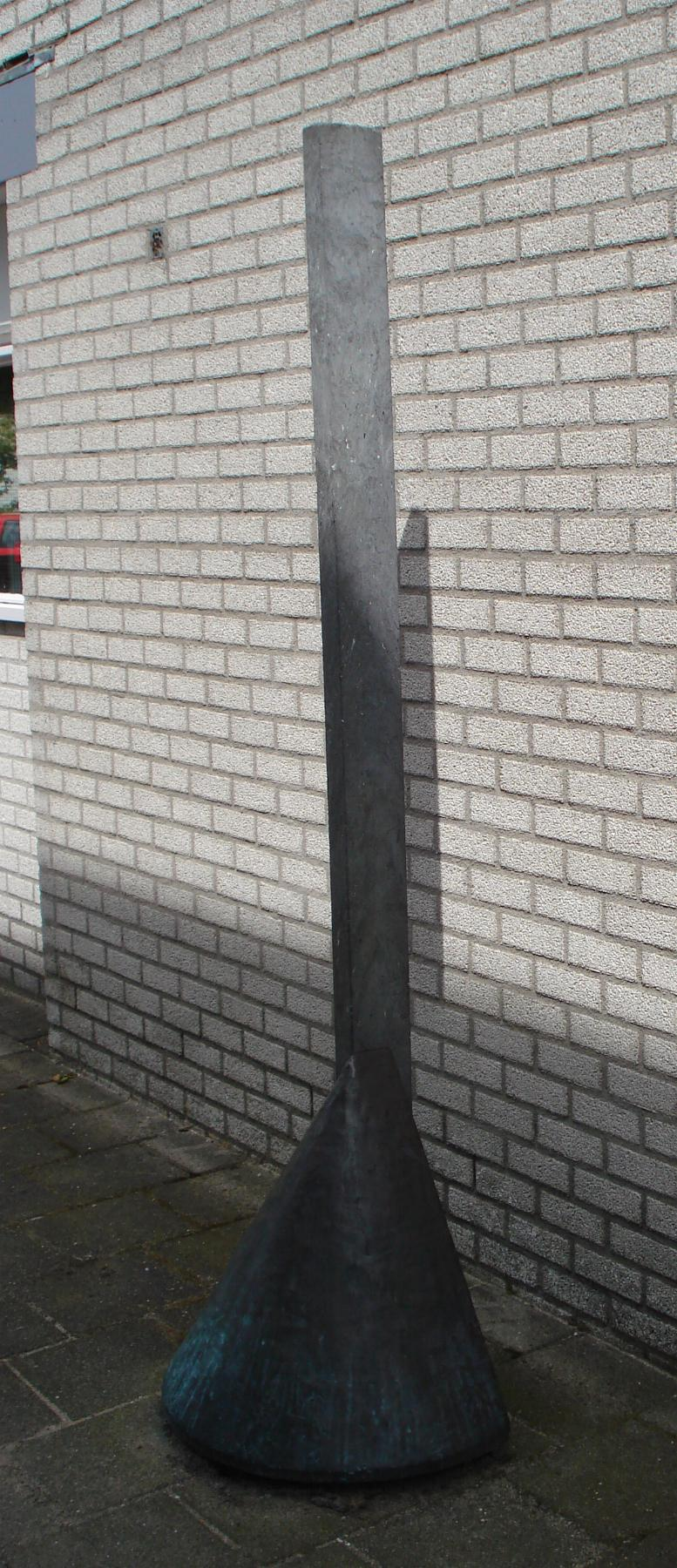
Kunstwerk 'De standaard' in Amersfoort, 1991

Richard Menken (Zaltbommel, 14 mei 1947) is een Nederlands kunstenaar. Hij werkt in Amsterdam. 

## Jeugd en opleiding
Hij is de oudste zoon van de kunstschilder Gerard Menken (1919-2004).
In 1971 kwam Menken terug van een wereldreis, nadat hij eerst een opleiding volgde aan de Koninklijke Academie voor Kunst en Vormgeving in 's-Hertogenbosch. Vervolgens werd Menken in Nieuw-Zeeland visiting fellow aan de Elam School of Fine Arts in Auckland. Menken kende J.C.J. van der Heyden die aan de Jan van Eyck Academie lesgaf en deze raadde hem aan om daar te komen werken, wat hij deed van 1973 tot 1975. Menken had een toelatingsgesprek met toenmalig directeur Ko Sarneel en een aantal docenten. Uiteindelijk kwam Menken op de Experimentele afdeling terecht.
In Menkens boek Exile 1968–1975 lijkt dat hij geïnteresseerd was in een mix van installatiekunst, tekenen, foto’s en grafiek. Het werk waarmee Menken afstudeerde was een grote installatie, een mix van onderwerpen die de hele ruimte besloegen. In Den Bosch liet Menken een deel van de ruimte onder water lopen. Op de Jan van Eyck rookte Menken de ruimte uit om de ‘kwade dampen’ weg te krijgen (te zien op een foto in Exile 1968–1975). Het was een wezenlijk onderdeel van de installatie.